# Falaisefickan
Falaisefickan var under augusti 1944 området mellan de fyra städerna Trun, Argentan, Vimoutiers och Chambois söder om Falaise i Normandie i vilket de allierade trupperna försökte att omringa och krossa de tyska förbanden 7. Armee och 5. Panzerarmee.

## Slaget
Medan brittiska och kanadensiska förband långsamt ryckte fram i den östra delen under juni och juli började den amerikanska 12:e armégruppen i väster, under befäl av general Omar Bradley att göra snabba framryckningar i början av augusti tack vare, dels den brittiska insatsen i Caenområdet, som band stora tyska styrkor till den östra delen av invasionsområdet, dels den egna framgången i Operation Cobra, som genom taktisk bombning och insatser av snabbrörliga motordrivna förband kunde pressa tillbaka de tyska förbanden, som i huvudsak bestod av infanteriförband med begränsad rörlighet.
Vid Mortain gjordes ett tyskt försök till motattack genom Operation Lüttich som startade 7 augusti och var ett försök att hejda den amerikanska 3:e armén under befäl av general George S. Patton. Med hjälp av flygunderstöd och tidig information från den allierade signalspaningen Ultra var de tyska trupperna tillbakapressade till kvällen samma dag.
Den tyska motattacken vid Mortain var knappast väl genomtänkt eftersom den innebar att man måste förflytta förband från östra delen av invasionsområdet, västerut vid en tidpunkt då de egentligen var i stort behov av att retirera österut. Adolf Hitlers vanliga order att inte retirera utan kämpa till sista man gjorde inte läget bättre för den tyske befälhavaren, fältmarskalk Günther von Kluge och på grund av hans önskan om att få retirera, samt misstankar om hans delaktighet i 20 juli-attentatet, avsattes han och ersattes av fältmarskalken Walter Model.
De allierade befälhavarna Omar Bradley och Bernard Montgomery satte en plan i verket för att inringa de kvarvarande tyska styrkorna som bestod av cirka 150 000 man. Den 1:a kanadensiska armén, under befäl av general Harry Crerar, tillsammans med den polska 1:a pansardivisionen sändes söderut från Caen mot Falaise samtidigt som Pattons 3:e armé anföll norrut mot Argentan för att så småningom kunna täppa igen luckan.
De tyska trupperna hade tidigare, genom att förflytta sig nattetid, kunnat röra sig någorlunda utan att råka ut för stora förluster på grund av allierade insatser av bombplan och attackplan. Stor tidsbrist uppstod genom att luckan mellan Falaise och Argentan började krympa, vilket de tyska befälhavarna blev väl medvetna om. Det innebar stora svårigheter att snabbt och säkert förflytta fordon – lastfordon och stridsvagnar – med åtföljande infanteritrupp mot öster och en eventuell räddning öster om Seine. De tvingades alltså att förflytta sig i dagsljus och blev därmed lätta mål för artilleribeskjutning och anfall från luften. Av de cirka 150 000 tyska soldaterna kom troligen inte mer än 100 000 soldater, de flesta med mycket begränsad utrustning och varav en tredjedel var mer eller mindre skadade, 70 stridsvagnar och 30 kanoner ur striderna helskinnade. Kvar i allierad fångenskap fanns drygt 50 000 soldater, över 10 000 döda och cirka 10 000 fordon och kanoner som var övergivna eller förstörda.